# Sportmanager
Sportmanager oder Vereinsmanager (spezifisch auch Geschäftsführer Sport, Sportdirektor, Sportlicher Leiter usw.) ist die Bezeichnung für eine Person, die in einem Verein, meist einem Sportverein, wesentliche Sportmanagementfunktionen innehat.

## Tätigkeitsfelder
Die Tätigkeitsfelder von Vereinsmanager sind sehr vielfältig. Sie können allgemeine Verwaltung und Mitgliederbetreuung genauso umfassen wie Personal- und Gremien-Management. Auch Aufgaben wie Budgetierung, Recht und Versicherung, Öffentlichkeitsarbeit und Marketing gehören in den Bereich von Vereinsmanagern.
Im Profisport obliegt den Managern meist auch die Leitung des Sportbetriebs, also die Verpflichtung von Spielern und Trainern.

## In englischsprachigen Ländern
Von der Verwendung des Wortes „Manager“ im deutschen Fußball, wie im vorliegenden Artikel dargestellt, kann die Verwendung in englischsprachigen Ländern erheblich abweichen. So ist der „Manager“ im englischen Fußball neben Spielertransfers und Entscheidungen über den Verein auch für die Aufstellung der Mannschaft, die Ausarbeitung der Strategie auf dem Platz und die Entscheidung über Auswechslungen im Spiel verantwortlich und entspricht damit in Deutschland eher einem stark aufgewerteten Trainer oder einer Kombination aus Funktionär und Trainer.

## Lizenzausbildung im DOSB
Manchmal bringen Menschen, die sich in einem Vereinsvorstand engagieren, bereits grundlegende Kenntnisse aus dem Managementbereich mit. Jedoch unterscheiden sich die Anforderungen im Verein oft von denen eines Unternehmens. Andere Vereinsfunktionäre bringen Kenntnisse aus anderen Feldern des Berufslebens mit oder besitzen keinerlei Führungserfahrung. Deswegen bietet der Deutsche Olympische Sportbund den Ausbildungsgang Vereinsmanager an, den man auf den Lizenzstufen (C und B) abschließen kann.

### 1. Lizenzstufe C (Einstiegsebene)
Vereinsmanager-C
In diesem Ausbildungsgang eignen sich zukünftige Vereinsmanager in 120 Lerneinheiten grundlegende Kenntnisse in vier thematischen Bereichen an:
1. Organisations- und Personalentwicklung, Gremienarbeit
2. Mitgliederverwaltung und Sportbetriebs-Management
3. Finanzen, Steuern, Recht und Versicherungen
4. Marketing, Kommunikation, Veranstaltungen und Neue Medien

### 2. Lizenzstufe B (Mittlere Ebene)
Vereinsmanager-B
Auf der zweiten Lizenzstufe werden die Vereinsmanager profund auf spezifischen Aufgaben vorbereitet. Sie vertiefen ihre sportpolitischen Handlungskompetenzen und setzen sich mit Fragen der Sportentwicklung auseinander. Dabei erweitern sie ihr Grundlagenwissen und bauen die speziellen Kenntnisse für ihr Themengebiet im Verein aus. Dabei richtet sich der Ausbildungsgang direkt an die jeweiligen Bedürfnisse der Vereinsmanager. Hier können sie ihre individuellen Fragestellungen zu ihrem konkreten Tätigkeitsfeld thematisieren. Dabei kann es sich beispielsweise um Fragen zu Sportbetriebsmanagement, Marketing oder betriebswirtschaftlichen Themen handeln.
Nach 60 Lerneinheiten ist dieser Ausbildungsgang abgeschlossen.

### 3. Lizenzstufe A (Obere Ebene)
Vereinsmanager-A
Die Lizenzstufe A des DOSB Vereinsmanagers wurde 2005 eingestellt. Bis dahin hatte die Führungs-Akademie des DOSB die Ausbildung zum Vereinsmanager koordiniert und betreut. Seit 2005 ist eine Verlängerung der vorhandenen Lizenzen mit Besuch ausgewählter Seminare der Führungs-Akademie noch möglich. Die aktuell höchste Lizenzstufe ist somit die Vereinsmanager-B Lizenz.
Der Landessportbund Sachsen führt z. B. aktuell noch eine Ausbildung zum Vereinsmanager A durch. Diese Landeslizenz ist in Sachsen als förderfähig anerkannt. Bei entsprechender Nachfrage wird diese Lizenzstufe auch zusammen mit anderen Landessportbünden durchgeführt. Diese Lizenz der höchsten Stufe (= 3. Lizenzstufe) vermittelt als alle Themenbereiche zusammenfassendes Seminar den Anspruch an den Einzelnen, dass er sowohl alleine als auch im Team in jeder Funktion / jedem Projekt, ganzheitlich und vernetzt denkend und handelnd, jetzige und künftige Herausforderungen im Sport meistert. Die Teilnehmer realisieren im Zeitraum ein strategisches Projekt, welches am Ende verteidigt werden muss.